# John Ross (Leichtathlet)
John Beckwith Ross (* 13. November 1931 in Oakville, Ontario; † 1. November 2022) war ein kanadischer Leichtathlet.

## Leben
John Ross begann bereits in seiner Jugend mit der Leichtathletik. Im Alter von 16 Jahren verpasste er nur knapp die Qualifikation für die erste kanadische Olympiamannschaft bei den Sommerspielen 1948. Bei den Olympischen Spielen 1952 in Helsinki ging er im Wettkampf über 800 und 1500 Meter an den Start. Während er über 800 Meter als Vierter seines Vorlaufes ausschied, erreichte er über 1500 Meter das Halbfinale.
John Ross studierte an der University of Michigan und startete für die Michigan Wolverines. 1954 schloss er sein Studium ab, heiratete seine Frau Ann Tracy. Das Paar zog nach Genf in die Schweiz, wo er am Hochschulinstitut für internationale Studien und Entwicklung ein Stipendium erhalten hatte. In den nächsten 17 Jahren lebten John und seine Familie auf vier Kontinenten und war für Alcan International im internationalen Vertrieb tätig.
1970 zog Ross mit seiner Frau und seinen beiden Töchtern nach Sarasota, wo John er Finanzplaner arbeitete. 1980 gründete er sein eigenes Unternehmen, das er 1988 verkaufte und in den Ruhestand ging.